# Iris - Un amore vero
Iris - Un amore vero (Iris) è un film del 2001 diretto da Richard Eyre basato sui libri Iris: A Memoir e Elegy for Iris di John Bayley.

## Trama
Storia d'amore tra la scrittrice Iris Murdoch e John Bayley, dall'inizio della loro relazione, quando la giovane ragazza aveva un carattere molto socievole, mentre Bayley era molto timido, fino agli anni della loro vecchiaia, quando il marito si prese cura dell'anziana moglie colpita dalla malattia di Alzheimer.

## Riconoscimenti
- 2002 - Premio Oscar
  - Miglior attore non protagonista a Jim Broadbent
  - Candidatura Miglior attrice protagonista a Judi Dench
  - Candidatura Miglior attrice non protagonista a Kate Winslet
- 2002 - Golden Globe
  - Miglior attore non protagonista a Jim Broadbent
  - Candidatura Migliore attrice in un film drammatico a Judi Dench
  - Candidatura Migliore attrice non protagonista a Kate Winslet
- 2002 - Premio BAFTA
  - Migliore attrice protagonista a Judi Dench
  - Candidatura Miglior film britannico
  - Candidatura Miglior attore protagonista a Jim Broadbent
  - Candidatura Miglior attore non protagonista a Hugh Bonneville
  - Candidatura Migliore attrice non protagonista a Kate Winslet
  - Candidatura Migliore sceneggiatura originale a Richard Eyre e Charles Wood
- 2001 - National Board of Review Award
  - Miglior attore non protagonista a Jim Broadbent (anche per Moulin Rouge!)
  - Riconoscimento speciale per l'eccellenza nella realizzazione
- 2001 - Los Angeles Film Critics Association Award
  - Miglior attore non protagonista a Jim Broadbent (anche per Moulin Rouge!)
  - Miglior attrice non protagonista a Kate Winslet
- 2002 - Festival di Berlino
  - Premio nuovi talenti per il miglior giovane attore a Hugh Bonneville
  - Candidatura Orso d'oro
- 2002 - European Film Award
  - Miglior attrice a Kate Winslet
  - Candidatura Miglior attore protagonista a Hugh Bonneville
  - Candidatura Miglior attore protagonista a Jim Broadbent
  - Candidatura Miglior attrice protagonista a Judi Dench
- 2001 - Evening Standard British Film Award
  - Migliore attrice a Kate Winslet (anche per Enigma e Quills - La penna dello scandalo)
- 2001 - London Critics Circle Film Award
  - Attrice britannica dell'anno a Judi Dench
- 2001 - Broadcast Film Critics Association Award
  - Candidatura Miglior attore non protagonista a Jim Broadbent
- 2002 - Screen Actors Guild Award
  - Candidatura Migliore attrice cinematografica a Judi Dench
  - Candidatura Miglior attore non protagonista cinematografico a Jim Broadbent
- 2001 - Satellite Award
  - Candidatura Miglior attore non protagonista in un film drammatico a Jim Broadbent
  - Candidatura Migliore attrice in un film drammatico a Judi Dench
  - Candidatura Migliore attrice non protagonista in un film drammatico a Kate Winslet
- 2002 - Nastro d'argento
  - Candidatura Migliore canzone originale a Moni Ovadia
- 2002 - Efebo d'oro